# Janów (gmina Oporów)
Janów – wieś w Polsce położona w województwie łódzkim, w powiecie kutnowskim, w gminie Oporów.
| SIMC    | Nazwa  | Rodzaj    |
| ------- | ------ | --------- |
| 0572328 | Adamów | część wsi |

W latach 1975–1998 miejscowość należała administracyjnie do województwa płockiego.